# Burgstall Sprinzeneck
Der Burgstall Sprinzeneck bezeichnet eine abgegangene mittelalterliche Höhenburg in der Gemarkung St. Christoph östlich Sprinzenöd in der Gemeinde Steinhöring im Landkreis Ebersberg in Bayern.
Die Besitzer, die Sprinzen von Steinhöring waren Wittelsbacher Ministeriale im Ebersberger Raum von ca. 1150 bis 1391. Sie errichteten um 1320 die Burg auf Gebiet der Grafschaft Haag, sie war 1391 schon aufgelassen. Michael Weithmann vermutete 1995, die Burg Sprinzeneck sei die Burg Fraunberg gewesen und von den Fraunbergern nur umbenannt worden. Zu dieser Mutmaßung fehlt jedoch jeder historische Nachweis.
Von der Burg ist nichts erhalten, heute ist die Stelle als Bodendenkmal D-1-7838-0001 „Burgstall des hohen und späten Mittelalters ("Sprinzeneck")“ vom Bayerischen Landesamt für Denkmalpflege erfasst.